# Nudospongilla coggini
Nudospongilla coggini är en svampdjursart som först beskrevs av Annandale 1910.  Nudospongilla coggini ingår i släktet Nudospongilla och familjen Spongillidae. Inga underarter finns listade i Catalogue of Life.